# Bielschowsky-Färbung

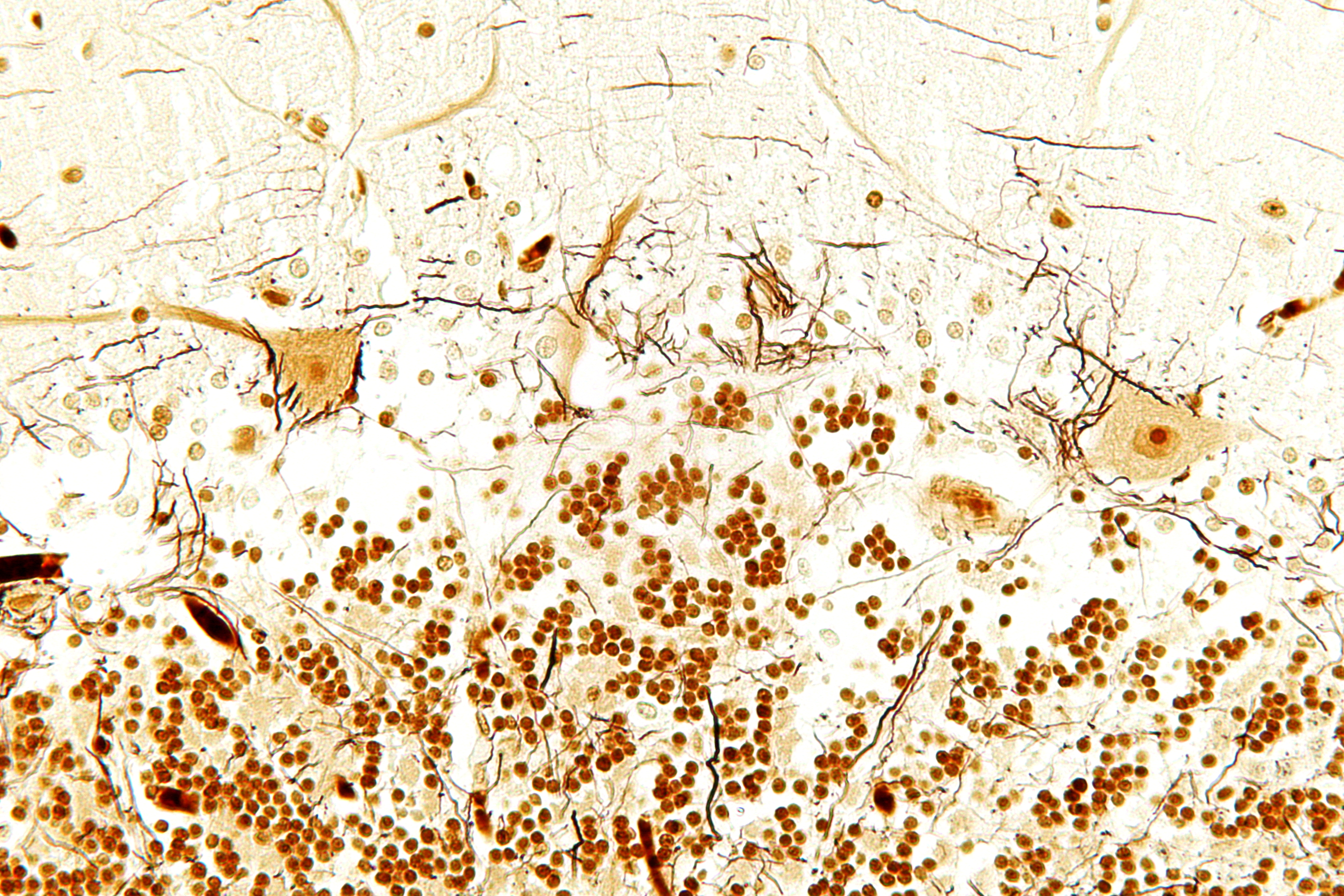
Bielschowsky-Silberfärbung von Purkinje-Zellen und Korbzellen im Cerebellum

Die Bielschowsky-Färbung ist eine histologische Färbung aus der Gruppe der Silberfärbungen. Sie wird in der Histologie und Pathologie zur Färbung von Neuronen verwendet, einschließlich multipolarer Nervenzellen im cerebellum. Die Methode wurde von Max Bielschowsky (1869–1940) entwickelt, der die Methode von Ramon y Cajal (1852–1934) verbesserte.